# Sergei Alexandrowitsch Martynow
Sergei Alexandrowitsch Martynow (russisch Сергей Александрович Мартынов; * 30. April 1971, nach anderer Quelle 20. März 1971; † 1997) war ein Ringer, der für die Sowjetunion, für die GUS und für Russland startete. Er wurde viermal Weltmeister, dreimal Europameister und gewann bei den Olympischen Spielen 1992 eine Silbermedaille im griechisch-römischen Stil im Federgewicht.

## Werdegang
Sergei Martynow, abstammungsmäßig ein Russe, begann als Jugendlicher 1981 mit dem Ringen. Er konzentrierte sich dabei auf den griechisch-römischen Stil. Als Angehöriger der sowjetischen bzw. russischen Streitkräfte war er Mitglied des Armeesportklubs ZSKA Moskau. Sein Trainer war W. Kanterman. Die politischen Gegebenheiten in den Jahren, in denen er aktiv war, brachten es mit sich, dass er bis 1991 für die Sowjetunion, 1992 für die Gemeinschaft Unabhängiger Staaten und ab 1993 für Russland startete. Bei einer Größe von 1,66 Metern trat er immer im Federgewicht an, der Gewichtsklasse, die zu seiner Zeit bis 62 kg reichte. Sergei Martiynow ist bereits 1997 verstorben, wobei die Ursachen seines Todes unbekannt sind.
Auf der internationalen Ringermatte erschien er erstmals im Jahre 1989. Er wurde dabei in Witten in der Gewichtsklasse bis 63 kg Junioren-Europameister. 1991 schlug er bei der sowjetischen Meisterschaft mit Gennadi Atmakin den bisherigen Titelträger und wurde deshalb für die Weltmeisterschaft dieses Jahres nach Warna entsandt. Er brachte dort das Kunststück fertig, auf Anhieb vor Mehmet Akif Pirim, Türkei, Juan Luis Marén, Kuba, und Huk Byung-ho, Südkorea, Weltmeister im Federgewicht zu werden.
1992 wurde er in Kopenhagen auch Europameister, wobei er Hugo Dietsche, Schweiz, Jenő Bódi, Ungarn, und Alexander Davidovich, Israel, auf die Plätze verwies. Bei den Olympischen Spielen 1992 in Barcelona wurde er seiner Favoritenrolle zunächst gerecht und besiegte nacheinander Alexander Davidovich, Mario Büttner, Deutschland, Włodzimierz Zawadzki, Polen, Hugo Dietsche und Antony Lee, Vereinigte Staaten. Er stand damit im Kampf um den Olympiasieg Mehmet Akif Pirim gegenüber, der in diesem Kampf überraschenderweise klar mit 13:2 Punkten die Oberhand behielt. Für Sergei Martynow blieb deshalb nur die Silbermedaille.
1993 wurde dann für Sergei Martynow zu einem überaus erfolgreichen Jahr. Er wurde im April dieses Jahres in Istanbul wieder Europameister, wobei er sozusagen in der Höhle des Löwen "furchtbare" Revanche gegen Akif Mehmet Pirim nahm und diesen in einem Vorrundenkampf klar mit 9:0 Punkten besiegte. In Istanbul siegte er vor Jenö Bodi, Georgi Sakawez, Weißrussland, und Mchitar Manukjan, Kasachstan. Erfolgreich war er auch bei der Weltmeisterschaft 1993 in Stockholm vor Ender Memet, Rumänien, Juan Luis Marén und Hu Guohong, China. Im Endkampf besiegte er dabei Ender Memet mit 6:1 Punkten.
Bei der Europameisterschaft 1994 traf Sergei Martynow in seinem zweiten Kampf auf den deutschen Ex-Weltmeister im Bantamgewicht, Rıfat Yıldız, und wurde von diesem geschultert. Er schied damit aus und kam nur auf den 17. Platz. Rifat Yildiz konnte später wegen einer Verletzung nicht weiterringen, sodass letztlich Hryhorij Komyschenko aus der Ukraine Europameister wurde. Bei der Weltmeisterschaft dieses Jahres in Tampere überzeugte Sergei Martynow aber wieder und wurde zum dritten Mal in Folge Weltmeister. Er verwies dabei Iwan Radew, Bulgarien, Wlodzimierz Zawadzki und David S. Zuniga, Vereinigte Staaten, auf die Plätze.
Bei der Europameisterschaft 1995 in Besançon stand er im Finale Wlodzimierz Zawadzki gegenüber, der sich zu seinem härtesten Gegner entwickelt hatte. Am Ende des Kampfes stand es 2:2 und die Kampfrichter entschieden sich für Zawadzki, der damit Europameister wurde, während Sergei Martiynow den 2. Platz belegte. Dieser revanchierte sich dann bei der Weltmeisterschaft 1995 in Prag und wurde mit Siegen über Robert Mazouch, Tschechien, Bachodir Kurbanow, Usbekistan, Mchitar Manukjan, Cho Sang-sun, Südkorea, und Wlodzimierz Zawadzki zum vierten Mal Weltmeister.
Im Olympiajahr 1996 wurde Sergei Martynow in Budapest mit Siegen über Matyas Magyes, Ungarn, Usama Azis, Schweden, Mehmet Akif Pirim, Aristidis Rubinian, Griechenland, und Hryhorij Komyschenko zum dritten Mal Europameister. Bei den Olympischen Spielen 1996 in Atlanta konnte er aber seiner Favoritenrolle erneut nicht gerecht werden. Er verlor dort gegen Juan Luis Marén, siegte über David S. Zuniga, verlor dann gegen Koba Guliaschwili aus Georgien und trat zum Kampf um den 7. Platz gegen Mchitar Manukjan nicht mehr an. Er belegte damit den 8. Platz.
Die Olympischen Spiele 1996 in Atlanta waren sein letzter internationaler Wettkampf vor seinem frühen Tod im Jahre 1997. Er war ein ganz Großer seines Sports.

## Internationale Erfolge
| Jahr | Platz  | Wettbewerb                              | Gewichtsklasse | Ergebnisse |
| 1989 | 1.     | Junioren-EM in Witten                   | bis 63 kg      | vor Alexander Sandow, Bulgarien, und Thomas Pfeiffer, Deutschland |
| 1990 | 2.     | Mälar-Cup                               | Feder          | hinter Huk Byung-ho, Südkorea, vor Min Bjung-jun, Südkorea |
| 1991 | 1.     | WM in Warna                             | Feder          | vor Mehmet Akif Pirim, Türkei, Juan Luis Marén, Kuba, und Huk Byung-ho, Südkorea                                                                                                 |
| 1992 | 1.     | EM in Kopenhagen                        | Feder          | vor Hugo Dietsche, Schweiz, Jenö Bodi, Ungarn, und Alexander Davidovich, Israel                                                                                                  |
| 1992 | Silber | OS in Barcelona                         | Feder          | nach Siegen über Alexander Davidovich, Mario Büttner, Deutschland, Wlodzimierz Zawadzki, Polen, Hugo Dietsche und Anthony Lee, USA, und einer Niederlage gegen Mehmet Akif Pirim |
| 1992 | 2.     | Welt-Cup in Besançon                    | Feder          | hinter Juan Luis Maren Delin, vor Shawn Lewis, USA, und Philippe Benjoudi, Frankreich                                                                                            |
| 1993 | 2.     | Intern. USA-Meisterschaft in Concord    | Feder          | hinter Juan Luis Marén, Kuba, vor Buddy Lee, USA, und Thierry Bastien, Frankreich                                                                                                |
| 1993 | 1.     | EM in Istanbul                          | Feder          | vor Jenö Bodi, Ungarn, Georgi Saskawez, Weißrussland, und Mchitar Manukjan, Kasachstan                                                                                           |
| 1993 | 1.     | Großer Preis von Deutschland in Koblenz | Feder          | vor Wlodzimierz Zawadzki, Jenö Bodi und Peter Behl, Deutschland |
| 1993 | 1.     | WM in Stockholm                         | Feder          | vor Ender Memet, Rumänien, Juan Luis Marén und Hu Guohong, China |
| 1994 | 17.    | EM in Athen                             | Feder          | nach einer Schulterniederlage gegen Rifat Yildiz, Deutschland |
| 1994 | 1.     | WM in Tampere                           | Feder          | vor Iwan Radew, Bulgarien, Wlodzimierz Zawadzki und David S. Zuniga, USA |
| 1995 | 2.     | EM in Besançon                          | Feder          | hinter Wlodzimierz Zawadzki, vor Igor Petrenko, Weißrussland, und Iwan Radew |
| 1995 | 1.     | WM in Prag                              | Feder          | nach Siegen über Tobert Mazouch, Tschechien, Bachodir Kurbanow, Usbekistan, Mchitar Manukjan, Choi Sang-sun, Südkorea, und Wlodzimierz Zawadzki                                  |
| 1996 | 1.     | EM in Budapest                          | Feder          | nach Siegen über Matyas Megyes, Ungarn, Usama Aziz, Schweden, Mehmet Akif Pirim, Aristidis Rubinian, Griechenland, und Hryhorij Komyschenko, Ukraine                             |
| 1996 | 8.     | OS in Atlanta                           | Feder          | nach Niederlage gegen Juan Luis Marén, Sieg über David S. Zuniga und Niederlagen gegen Koba Guliaschwili, Georgien, und Mchitar Manukjan (kampflos)                              |

## Erläuterungen
- alle Wettkämpfe im griechisch-römischen Stil
- OS = Olympische Spiele, WM = Weltmeisterschaft, EM = Europameisterschaft
- Federgewicht, Gewichtsklasse bis 62 kg Körpergewicht